# Talco (cosmetico)

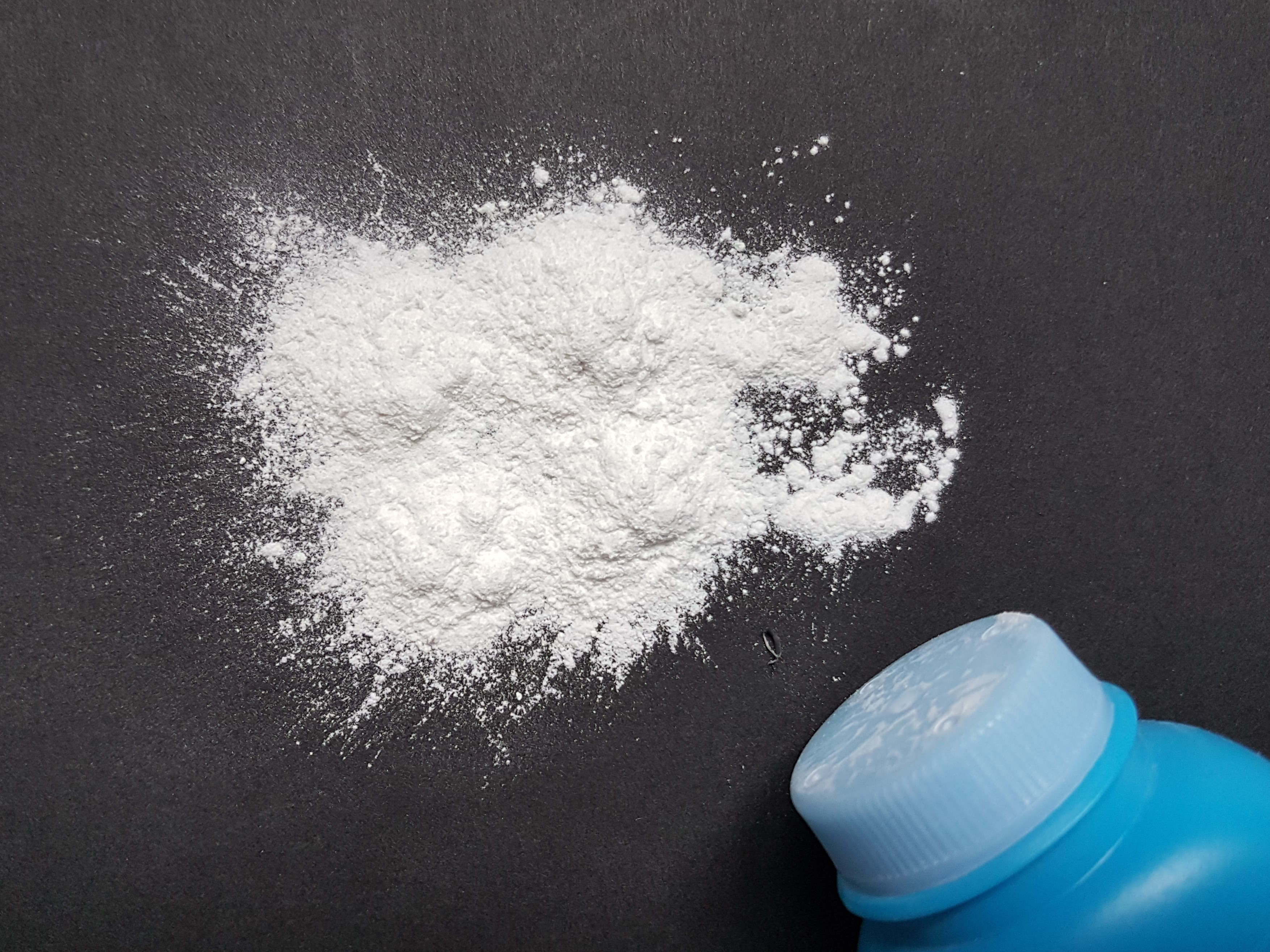
Il talco borato o Borotalco si presenta come una polvere bianca

Il talco borato, detto più semplicemente talco, è un prodotto cosmetico utilizzato per l'igiene personale.

## Descrizione
Talco borato è il nome con il quale viene indicato in senso generico una miscela di polvere bianca finissima e profumata a base di acido borico e di talco, usata per l'igiene della pelle. Per antonomasia, nel linguaggio comune, per indicare questo prodotto è diffuso l'utilizzo del termine borotalco, che rappresenta in realtà un marchio registrato.
L'acido borico è lenitivo e antisettico, mentre il talco è antitraspirante e sbiancante. Oltre a questi due elementi sono presenti anche carbonato di magnesio, ossido di zinco contro le irritazioni e undecilenato di zinco contro le micosi.
La composizione del talco può variare in base al produttore, poiché possono esserci anche lavanda e menta.

## Storia
Il prodotto fu inventato nel 1878 dal chimico inglese Henry Roberts (1819-1879), che dal 1843 era titolare di un laboratorio farmaceutico a Firenze, la Roberts & Co.. Il prodotto riscosse enorme successo commerciale, e venne utilizzato in prevalenza da donne e bambini.
Nel 1904, la Roberts registrò il prodotto (Borotalco) come marchio di fabbrica; la ditta fiorentina, divenuta Manetti & Roberts, a seguito di sentenza emessa dalla Corte di cassazione nel 1929, ottenne il riconoscimento del diritto esclusivo dell'utilizzo delle denominazioni Borotalco e Boro-Talcum.

### Effetti sulla salute
Secondo l'Agenzia internazionale per la ricerca sul cancro (AIRC), il talco è una sostanza di classe 2B, potenzialmente cancerogena per l'uomo. Ma secondo i medici e ricercatori della Società Italiana di Tossicologia non ci sono prove sul legame tra uso del talco e il rischio di cancerogenicità.
Sulla base dei dati di AIRC la magistratura americana ha emesso una serie di sentenze contro la multinazionale Johnson & Johnson, accusata di aver commercializzato prodotti a base di borotalco contaminato da amianto. La più onerosa è stata quella del 2016, in cui l'azienda veniva condannata a risarcire 417 milioni di dollari a una donna che aveva contratto un cancro alle ovaie dopo aver usato il loro talco per diversi anni.